# Resolución 498 de la Asamblea General de las Naciones Unidas
La Resolución 498 de la Asamblea General de las Naciones Unidas fue aprobada el 1° de febrero de 1951, en respuesta a la intervención de tropas chinas en la guerra de Corea.
Fue la primera vez que las Naciones Unidas trataron a una nación como agresora.

## Antecedentes

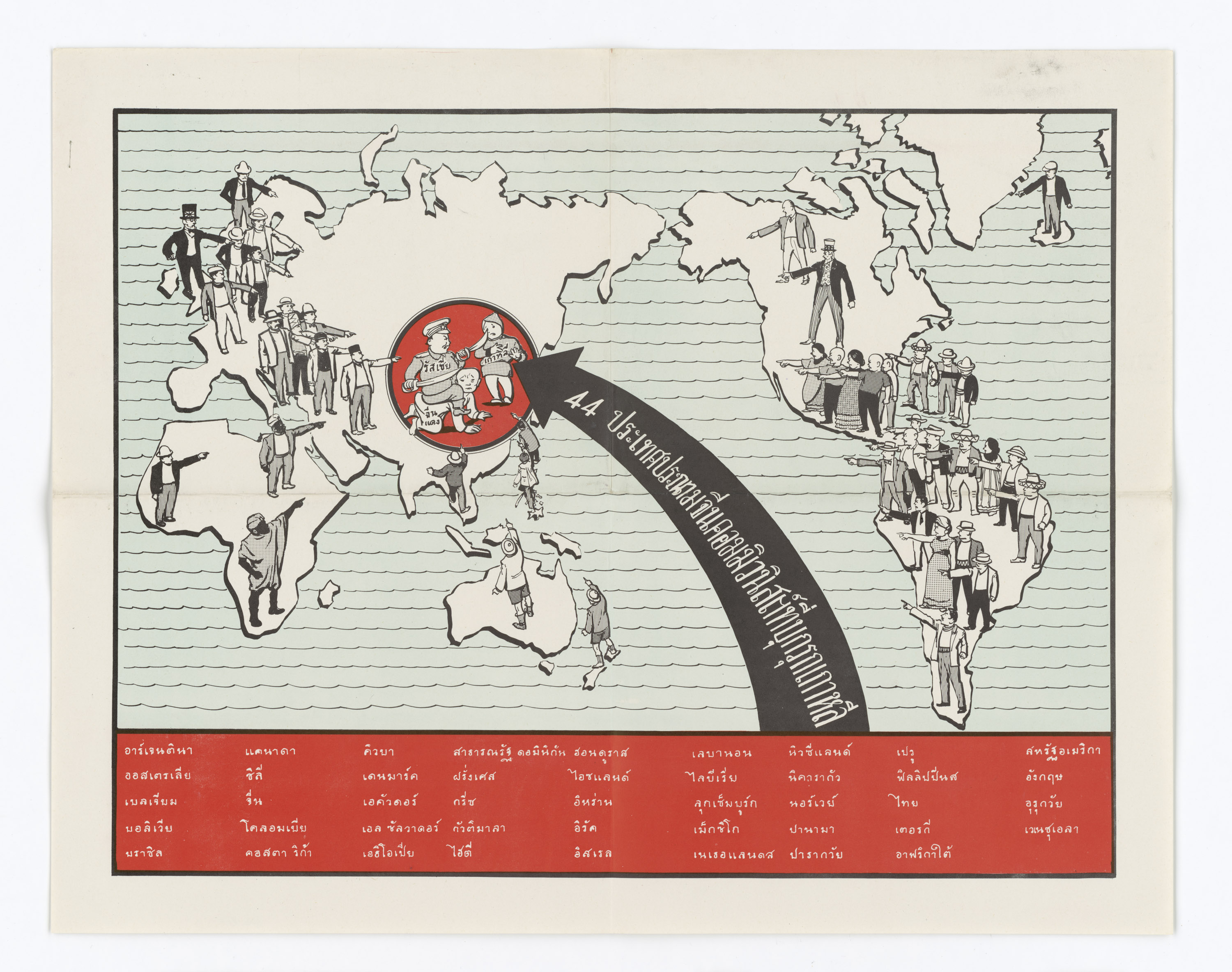
Afiche de 1951 (producido por el gobierno de Estados Unidos) alusivo a la resolución. El texto está en tailandés. El texto de la flecha traduce "44 naciones condenan a la China roja". Se muestran los nombres de los países que aprobaron la resolución.

A finales de 1950, tropas chinas entraron en Corea del Norte para ayudar a las tropas norcoreanas para enfrentarse a tropas de la coalición liderada por Estados Unidos y Corea del Sur.
El voto en la Asamblea General se realizó después de varios intentos fallidos de Estados Unidos para que el Consejo de Seguridad tomara acciones contra los chinos. Ejerciendo su poder de veto, la delegación soviética frecuentemente bloqueó los esfuerzos estadounidenses. Recurriendo a la Asamblea General, la delegación estadounidense hizo un llamado a las Naciones Unidas para condenar a la China comunista como un agresor en Corea.

## Contenido
La resolución tuvo tres puntos principales:
- Se condena la agresión de la República Popular China en Corea.
- Se exhorta a las tropas chinas a que salieran de Corea.
- Se exhortaba a los países miembros de las Naciones Unidas a continuar apoyando a las tropas de las Naciones Unidas en Corea.[2]

## Votación
A favor
Argentina, Australia, Bélgica, Bolivia, Brasil, Canadá, Chile, República de China, Colombia, Costa Rica, Cuba, Dinamarca, Ecuador, El Salvador, Estados Unidos, Etiopía, Filipinas, Francia, Grecia, Guatemala, Haití, Honduras, Irak, Irán, Islandia, Israel, Líbano, Liberia, Luxemburgo, México, Nicaragua, Noruega, Nueva Zelanda, Países Bajos, Panamá, Paraguay, Perú, Reino Unido, República Dominicana, Sudáfrica, Tailandia, Turquía, Uruguay, Venezuela. 
En contra
Bielorrusia, Birmania, Checoslovaquia, India, Polonia, Ucrania, Unión Soviética.
Abstenciones
Afganistán, Arabia Saudita, Egipto, Indonesia, Pakistán, Siria, Suecia, Yemen, Yugoslavia.

## Consecuencias

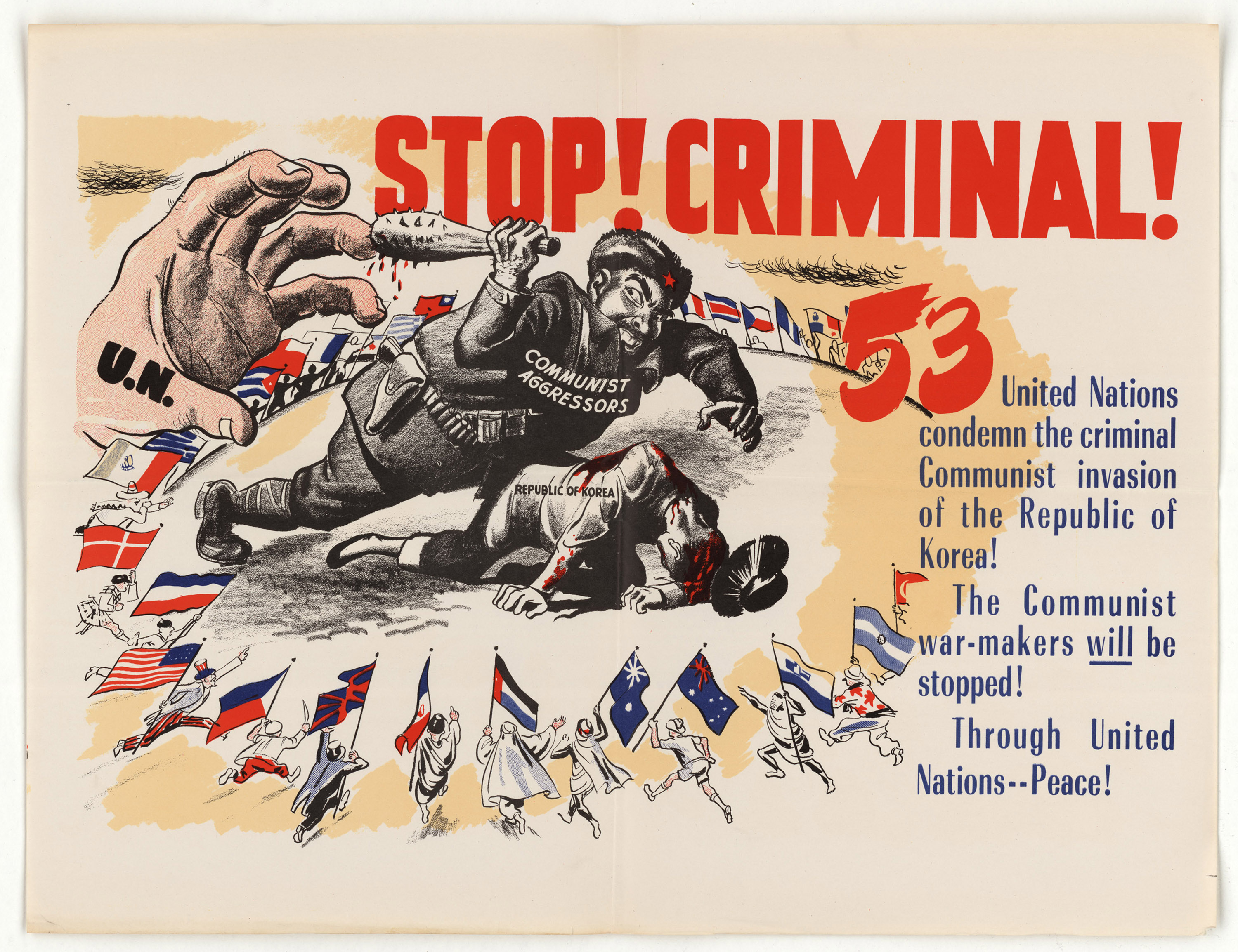
Afiche de la época (producido por el gobierno de Estados Unidos) alusivo a la resolución.

La acción fue principalmente simbólica, debido a que varios países estaban reacios a tomar más acciones de fuerza contra la China comunista por temor a que el conflicto aumentara en intensidad. Mientras que sanciones económicas y políticas podrían haberse aplicado contra China comunista, la ONU decidió no tomar medidas adicionales. La guerra de Corea continuó por otros dos años hasta terminar en un punto muerto, que llevó a un armisticio en 1953.